# Veselí nad Lužnicí zastávka
Veselí nad Lužnicí zastávka – przystanek kolejowy w miejscowości Veselí nad Lužnicí, w kraju południowoczeskim, w Czechach. Znajduje się na linii 202 Benešov – Czeskie Budziejowice, na wysokości 415 m n.p.m..  

## Linie kolejowe
- 220: Benešov – Czeskie Budziejowice